# Churchill Barriers
Les Churchill Barriers sont une série de quatre chaussées du Royaume-Uni situées en Écosse, dans l'archipel des Orcades. D'une longueur totale de 2 300 mètres, elles relient Mainland, l'île principale de l'archipel, à South Ronaldsay en passant par Burray et les deux petites îles de Lamb Holm et Glimps Holm.
Cette réalisation date des années 1940 afin de protéger pendant la Seconde Guerre mondiale le mouillage de la baie de Scapa Flow. Elle sert désormais de liaison routière entre Kirkwall et Burwick.

## Histoire

Carte du trajet de l'U-47 dans le Scapa Flow avant la construction des chaussées.

Le 14 octobre 1939, le cuirassé de la Royal Navy HMS Royal Oak est coulé au mouillage dans le port naturel de Scapa Flow par une attaque nocturne du sous-marin allemand U-47 placé sous le commandement de Günther Prien. Peu avant minuit, le 13 octobre l'U-47 était entré dans Scapa Flow par Kirk Sound entre Lamb Holm et Mainland. Ces passages en eaux peu profondes avaient été sécurisés par des blockships, estacades et filets anti-sous-marins, mais Prien put passer entre ces obstacles à marée haute. Il a alors lancé une attaque surprise à la torpille sur le cuirassé à l'ancre, puis s'est échappé par la même voie.
En réponse, le Premier Lord de l'Amirauté Winston Churchill a ordonné la construction de plusieurs digues permanentes afin de prévenir d'autres attaques. La construction a commencé en mai 1940 et s'est terminé en septembre 1944. Toutefois, les chaussées correspondantes n'ont été officiellement ouvertes qu'au 12 mai 1945, quatre jours après la fin de la Seconde Guerre mondiale en Europe.
La construction a nécessité 250 000 tonnes de roches enfermées dans des gabions, et tirées des carrières des Orcades. La base ainsi constituée, elle a été recouverte de 60 000 blocs de béton de 5 à 10 tonnes, coulés sur place. Le travail a mobilisé plus de 2 000 hommes, dont 1 300 prisonniers de guerre italiens capturés lors de la guerre du désert en Afrique du Nord.
Les prisonniers étaient répartis dans trois camps à Mainland, Little Holm et Burray. Ceux de Little Holm y ont construit la chapelle Italienne, ornée, formée de deux cabanes Nissen et décorée par des prisonniers, qui est devenu une attraction touristique.

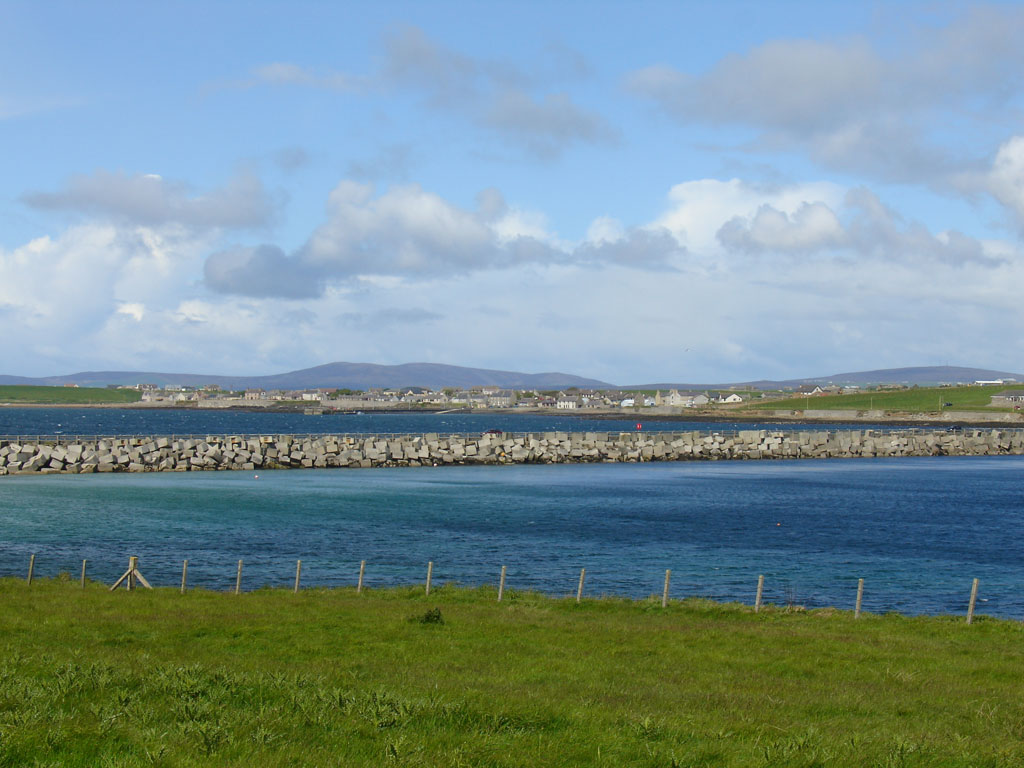
Digue 1, liaison entre Mainland et Lamb Holm.
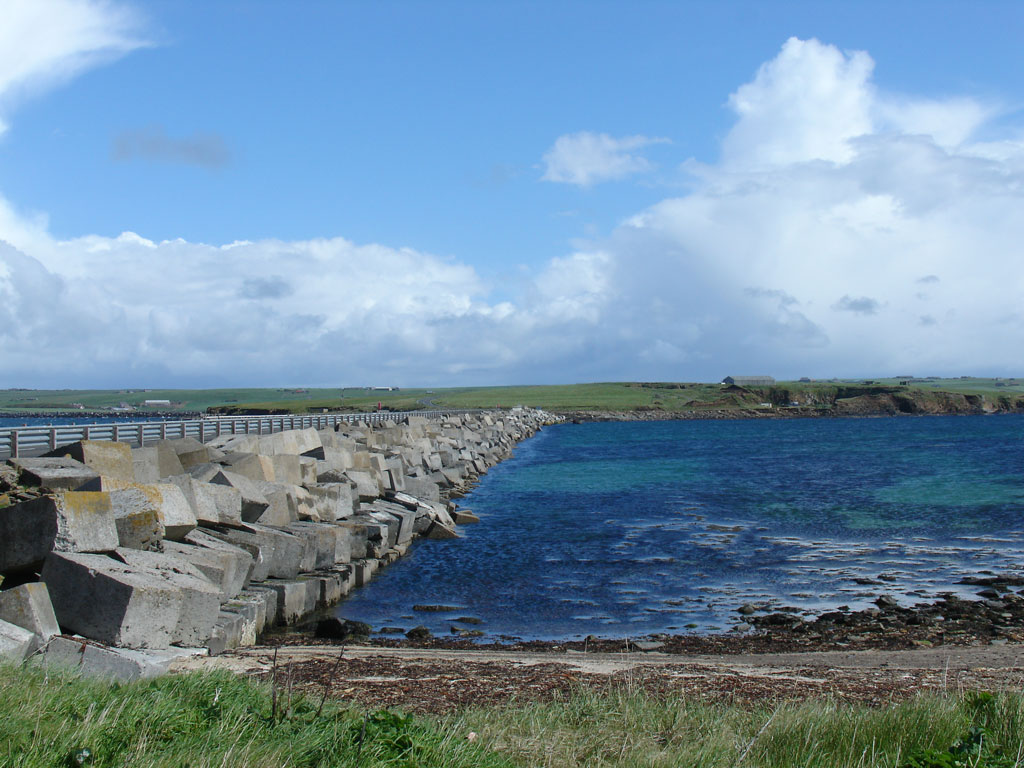
Digue 2, liaison entre Lamb Holm et Glimps Holm.
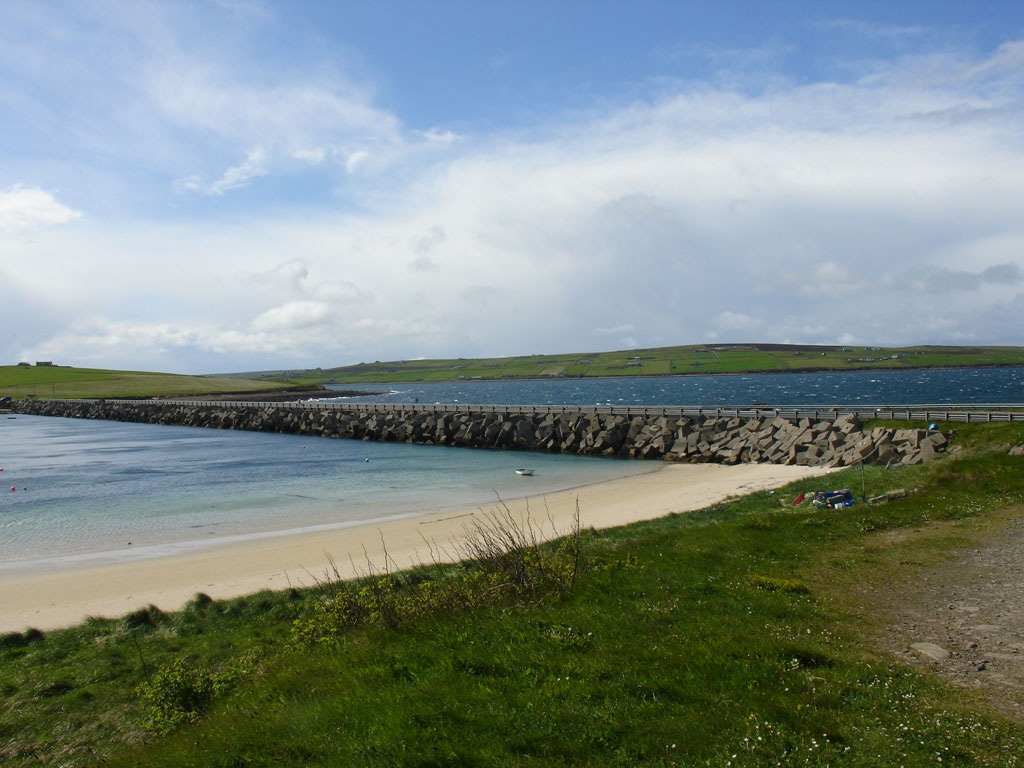
Digue 3, liaison entre Glimps Holm et Burray.
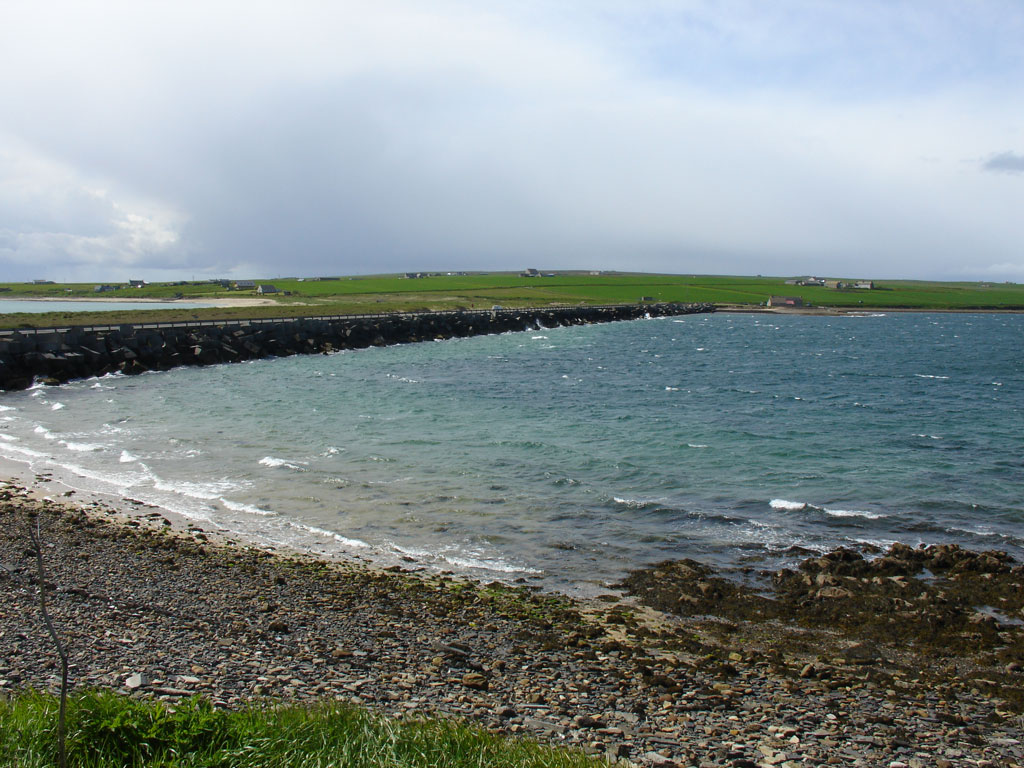
Digue 4, liaison entre Burray et South Ronaldsay.